# Huế (Provinzstadt)
Huế , früher Phú Xuân, ist eine bedeutende Großstadt mit ca. 350.000 Einwohnern in Zentralvietnam am Hương Giang („Parfümfluss“ oder „Fluss der Wohlgerüche“). Sie liegt unweit des Meeres vor einer malerischen Hügel- und Gebirgslandschaft der näheren Umgebung – dort befindet sich auch das Bach-Ma-Biosphärenreservat. Huế, das von 1802 bis 1945 Vietnams Hauptstadt war, ist heute die Hauptstadt der Provinz Thừa Thiên Huế und verfügt über eine gute Verkehrsanbindung mit Bahnhof, Flughafen und Anschluss an die Straßenhauptverkehrsader des Landes. Die Universitätsstadt ist unter anderem bekannt für ihre Medizinische Hochschule. Huế ist Sitz des römisch-katholischen Erzbistums Huế mit einer Kathedrale im Stadtzentrum. Jeweils im April wird ein national vielbeachtetes, einwöchiges städtisches Kulturfestival organisiert.
Die Zitadelle mit der Verbotenen Stadt (eigentlich die Palastanlage der Nguyễn-Dynastie, die von 1802 bis 1945 die vietnamesischen Kaiser stellte), die nach dem Vorbild in Peking entstand, wurde 1993 zum UNESCO-Weltkulturerbe erklärt. Die Anlage war während der Tet-Offensive (Schlacht um Huế) 1968 stark beschädigt worden und zeigt sich inzwischen so restauriert, dass sie – obwohl noch nicht vollständig wiederhergestellt – ein Magnet für Touristen aus nah und fern ist.
In Anerkennung der rasanten Entwicklung von Huế wurde die Stadt im Jahr 2025 die sechste zentral verwaltete Gemeinde Vietnams. Im Zuge dieses Prozesses wurden die anderen Gebiete der Provinz Thừa Thiên Huế von der Stadt Huếs eingemeindet, um die Verwaltung zu rationalisieren.

## Geographie

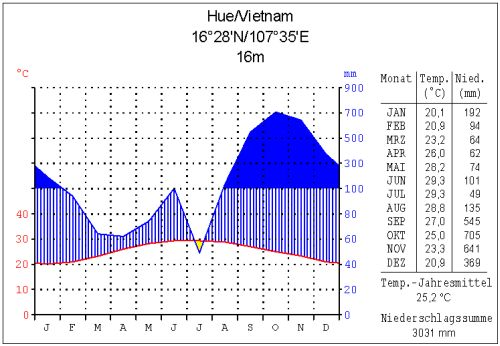
Klimadiagramm Huế

Huế liegt am 200–300 Meter breiten Huong-Fluss (dem sogenannten Parfüm-Fluss), ca. 10 km entfernt von dessen Mündung in das Südchinesische Meer. Die Stadt liegt auf 16° 28' n. Br. und 107° 35' ö. L. Im Südwesten der Stadt liegt der Nationalpark Bach Ma mit Bergen, die bis auf 1500 Meter ansteigen. Zwischen Huế und der etwa 100 km südlicher gelegenen Großstadt Đà Nẵng liegt ein Gebirgszug, der markiert wird durch den Wolkenpass, eine ausgeprägte Wetterscheide. Das Klima ist feucht-tropisch mit einer Jahresniederschlagsmenge von 3031 mm und 11–12 humiden Monaten.

## Religionsgemeinschaften
In Huế hat der Buddhismus traditionsgemäß eine starke Anhängerschaft. Auch der Taoismus und Konfuzianismus sind sehr populär. Es gibt zahlreiche Tempel und Pagoden in der Stadt, von denen die Thiên-Mụ-Pagode als bedeutendste gilt, die auch ein buddhistisches Kloster ist. Es finden sich in der Stadt und seinem Umfeld zudem eine Vielzahl von Mausoleen, Grabmälern und ausgedehnten Friedhofsanlagen. Huế ist Sitz eines römisch-katholischen Erzbischofs (siehe Erzbistum Huế). Der Bevölkerungsanteil von zumeist römisch-katholischen Christen liegt bei ca. 3,5 %. Die meisten Vietnamesen – auch Christen und Religionslose – praktizieren den familiären Ahnenkult. In fast allen Häusern und Wohnungen finden sich Altäre zum Gedenken an die Ahnen. Neben Gautama Buddha und den Buddhas des Mahayana werden auch andere Gottheiten verehrt, man glaubt an Geister und ehrt die Ahnen der Familie, denen in vielfältiger Weise regelmäßig geopfert wird. Der Buddhismus wird in Vietnam oft nicht in seiner strengen Form – z. B. als Meditation – praktiziert; er ist vielmehr eine Volksreligion, vermischt mit anderen prägenden religiösen Strömungen, die in den Buddhismus integriert wurden. In den buddhistischen Tempeln finden sich neben Buddhastatuen Abbildungen zahlreicher Götter des vietnamesischen Pantheons. Aufgrund ihres beherzten und aufopferungsvollen Eingreifens bis hin zur Selbstverbrennung – z. B. 1963 in Saigon der Mönch Thích Quảng Đức – genießen die Buddhisten Vietnams den Ruf, auf Missstände aufmerksam zu machen.

## Sehenswürdigkeiten
- Zitadelle und Verbotene Stadt (19./20. Jahrhundert)
- Thiên-Mụ- oder Linh Mụ-Pagode (17. Jahrhundert)
- Grabmäler von „Kaisern“ der Nguyen-Dynastie, einige Kilometer den Huong-Fluss aufwärts gelegen:
  - Grabmal des Nguyễn-Königs Minh Mạng
  - Grabmal des Thieu Tri[3]
  - Grabmal des Tự Đức
  - Grabmal des Khải Định
- katholische Kathedrale
- Huế-Museum, Provinzmuseum, Hồ-Chí-Minh-Museum
- Quốc Học-Schule
- Nationalpark Bach-Ma
- Entmilitarisierte Zone (DMZ) – 60 km nördlich von Huế
- Im Park Công Viên Thương Bạc, am Ufer des Parfüm-Flusses, betreiben der kommunale Tempel (Đình) und Mönche der Pagoden Châu Lâm und Huyền Không einen kleinen Garten der Kalligraphie (Vườn thư pháp).

## Tourismus, Wirtschaft und Infrastruktur

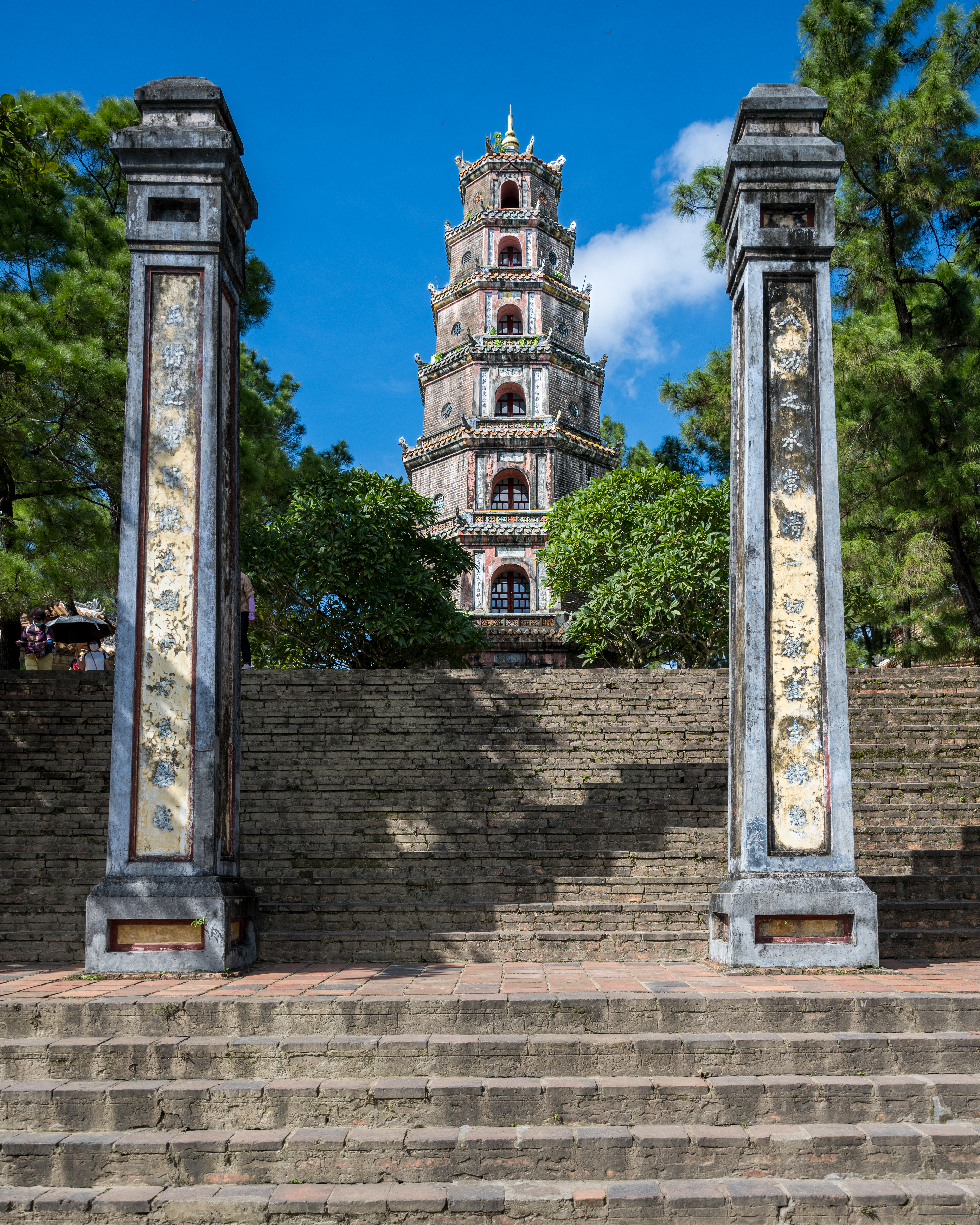
Pagode der himmlischen Frau, Wahrzeichen von Huế

Fernbuslinien verbinden Huế mit Städten im ganzen Land, auch nach Laos bestehen regelmäßige Verbindungen. Eine Bahnlinie verbindet Huế mit Hanoi im Norden und Da Nang und Ho Chi Minh-Stadt im Süden. Vom Flughafen Phu Bai in Huế (Kürzel: HUI) aus werden inner-vietnamesische Ziele – Hanoi und Ho-Chi-Minh-Stadt (Saigon) – sowie internationale Ziele in Laos, Kambodscha und andere angeflogen. Führende Bildungseinrichtungen sind die Huế University und die Phu Xuan University.

## Bildung
Huế ist Sitz der Universität Huế, in der mehrere Hochschulen zusammengeschlossen sind, darunter die medizinische und pharmakologische Universität, die Huế University Of Medicine and Pharmacy. Diese war nach offizieller vietnamesischer Darstellung ursprünglich ein College, erhielt 2007 ihren heutigen Namen und untersteht auch direkt dem Ministry of Education and Training (MOET). Laut zweier deutscher wissenschaftlicher Werke zur Gründungsgeschichte war die heutige Hochschule anfangs eine Fakultät der Universität, die zwar früher gegründet, aber erst 1961 einen regulären Lehrbetrieb aufnahm, als ein Team von Freiburger Ärzten unter Prof. Horst-Günther Krainick das Lehrpersonal stellte. Der Aufbau der Fakultät war das erste Entwicklungshilfeprojekt der Bundesrepublik Deutschland in Südvietnam. Heute hat die Hochschule 12.800 Studenten.

## Geschichte
Altertum
Ausgrabungen von Werkzeugen aus Stein, die im Delta des Roten Flusses (Tonkin) gefunden wurden, bezeugen eine bereits vor 10.000 Jahren bestehende Besiedlung Vietnams. Ähnliche Steinwerkzeuge wurden in Java, Malaysia, in Thailand und Burma ausgegraben. In ganz Südostasien finden sich Spuren aus dem Neolithikum (8000–800 v. Chr.), die auf reisanbauende Gemeinschaften hinweisen.
Aus der Zeit von 800 bis 200 v. Chr. stammen aus Bronze gefertigte Trommeln, die verziert sind mit Abbildungen aus der Landwirtschaft, dem Fischfang, dem Bootsbau, der Musik; auch Stelzenhäuser, Tiere und Vögel sind abgebildet. Artefakte dieser sogenannten Dong-Son-Kultur finden sich in ganz Südostasien, von China bis Indonesien.
Vietnam ist gekennzeichnet von zwei großen Flussdeltas, und zwar dem Delta des Mekong im Süden, mit Einflüssen aus Kambodscha und Siam, und dem des Roten Flusses im Norden, mit Einflüssen aus China sowie der dazwischen liegenden Region Mittelvietnam, wo sich Spuren der indisch-indonesischen Cham-Kultur (Srivijaya in Süd-Sumatra/Jambi mit Wurzeln in Südindien/Tamil Nadu) finden – in dieser Region liegt auch Huế, das frühere Phú Xuân.
Zur Zeit chinesischer Dynastien
Um 111 v. Chr. gehörte das Delta des Roten Flusses im Norden Vietnams mit den zwei Präfekturen Giao Chi und Cuu Chan und später, bei zunehmender Bevölkerung, mit sieben Präfekturen zum Reich der chinesischen Han-Dynastie.
Der zunehmenden chinesischen Kolonialisierung widersetzten sich im Jahr 39 erfolgreich zwei heute in Vietnam als Nationalheldinnen gefeierte Frauen, und zwar die aus der Aristokratie stammenden Schwestern Giao Chi and Cuu Chan. Andere Aufstände gegen die chinesische Oberherrschaft – zum Teil mit Unterstützung der Cham in Mittelvietnam, z. B. der im Jahr 248 von Trieu Au geführte Aufstand – folgten. Um 600 war Nordvietnam unter dem Namen Annam (was so viel bedeutet wie – von Beijing aus gesehen – „befriedeter Süden“) mit der Hauptstadt Hanoi unter der chinesischen Tang-Dynastie bis zu deren Niedergang im 10. Jahrhundert ein von vietnamesischer Seite (unter anderem Ngo Quyen, Dinh Bo Linh, Le Dai Han) immer wieder als nationales Eigentum verteidigter, lediglich annektierter Teil Südchinas.
Lý Thái Tổ (974–1028) gelang es im Jahr 1009, die Unabhängigkeit von China zu erringen. Ly Thai To war der Stammvater der Ly-Dynastie, die das Königreich Dai Viet über einen Zeitraum von ca. 200 Jahren regierte. Im Jahr 1010 wurde die Hauptstadt Hanoi gegründet und die erste Universität (der sogenannte Tempel der Literatur in Hanoi) gestiftet. Ly Thai To führte administrative Reformen durch, der Rote Fluss wurde reguliert und die Ly-Dynastie verteidigte sich, geleitet von militärischen Führern wie Ly Thuong Kiet (1030–1105), erfolgreich gegen Angriffe aus China oder seitens der Cham oder Khmer. Kulturell erfolgte in dieser Zeit eine Synthese des Buddhismus mit konfuzianischen und taoistischen Lehren. Es erfolgte auch eine Ausweitung des Territoriums bis tief in den Süden, bis hinunter zum Mekong Delta, auf Kosten des Cham-Königreichs.
1226 wurde die Ly-Dynastie abgelöst durch Rebellen, die die Tran-Dynastie begründeten und sich nicht nur gegen ein unter den Mongolen erstarkendes China zur Wehr setzen mussten, sondern auch gegen Angriffe der Cham. Im Jahr 1400 übernahm der Regent Ho Qui Ly die Macht und begründete die Ho-Dynastie. Innere Feinde kollaborierten mit der chinesischen Ming-Dynastie, die für eine Phase von 14 Jahren Dai Viet besetzt hielten und kontrollierten, bis es 1418 zum sogenannten Lam-Son-Aufstand kam, der die Le-Dynastie begründete, die bis zum Jahr 1788 Bestand hatte. Die Le-Dynastie erwies sich als die dauerhafteste Dynastie in der Geschichte Vietnams mit Le Lo, der sich 1428 zum Kaiser proklamierte, als erstem Herrscher.
Im 17. und 18. Jahrhundert war die Landmasse des sich über mehr als 2000 Kilometer erstreckenden heutigen Vietnam – weit geschwungen vom Delta des Roten-Flusses im Norden bis zum Mekong-Delta im Süden – aufgeteilt zwischen den Trinh-Fürsten, die den Norden – unter der nominellen Oberhoheit der Le-Dynastie – beherrschten und den Fürsten der Nguyen, die von Phú Xuân, dem späteren Huế aus, den Süden kontrollierten, aber nominell doch auch die Oberhoheit der Le-Dynastie anerkannten.
Aufstand im 17. Jahrhundert
Bis 1669 hatten die herrschenden Feudalherren und Bürokraten (Mandarine) in beiden Landesteilen durch Landraub, eine hohe Steuerlast, innere Kriege und moralische Indifferenz die Bauern weitgehend enteignet und entrechtet, so dass es – ausgehend vom Süden – zu einem großen Volksaufstand kam, der sogenannten Tay–Son-Rebellion. Geführt von drei Brüdern (Nguyen Huế, Nguyen Nhac und Nguyen Lu) fegte die Volkserhebung die etablierte Herrschaft sowohl im Süden als auch im Norden des Landes hinweg.
Nguyen Huế (1753–1792), ein großes militärisches Talent, übernahm als zweiter Kaiser der Tay-Son-Dynastie unter dem Namen Quang Trung die Herrschaft über beide Landesteile und wurde gepriesen für die Herstellung eines wiedervereinigten Vietnam. Er setzte im Süden die Nguyen-Fürsten ab, die daraufhin vergeblich versuchten, mit Unterstützung Siams und einer feindlichen Interventionsarmee ihre Macht zu rekonstruieren. Im Norden setzte Quang Trung die Le-Dynasten ab, die eine große chinesische Streitmacht ins Land gerufen hatten, um ihre Macht wiederzugewinnen. Er schlug überraschend am Neujahrsfest (das war eine erste Tet-Offensive) die zahlenmäßig deutlich überlegenen Chinesen zurück – und pflegte in der Folge doch gute diplomatische Beziehungen zu China. Es folgte eine kurze Phase von Reformen in der Verwaltung, bei der Steuergesetzgebung, hinsichtlich der Rechte von Frauen sowie bei den Schulen und in der Ausbildung. Bei seinem Tod im Jahr 1792 hinterließ Quang Trung einen gerade zehnjährigen Sohn, dessen Legitimität von dem opponierenden, von Quang Trung eigentlich bereits besiegten Nguyen-Fürsten, dem Prinzen Nguyễn Phúc Ánh (* 8. Februar 1762; 3. Februar 1820), in Frage gestellt und – unterstützt von der ausländischen Macht der Franzosen – schlussendlich siegreich bekämpft wurde.
Zunehmender französischer Einfluss
Derselbe Nguyễn Phúc Ánh übernahm als Kaiser Gia Long (Regierungszeit 1802–1820), weiter gestützt auf die Franzosen, und zwar auf militärische und politische Berater sowie katholische Geistliche, die Macht in Vietnam, verlagerte die Hauptstadt weg von Hanoi in den Süden und machte die Stadt Huế in Mittelvietnam zur Hauptstadt Vietnams. Gia Long versuchte, die Reformen von Quang Trung rückgängig zu machen im Sinne einer umfassenden Wiederherstellung des überkommenen Steuersystems und der bürokratischen Strukturen. Es gelang ihm, Kambodscha und Siam (Thailand) tributpflichtig zu machen. Parallel dazu übernahmen die Franzosen, geduldet oder toleriert von den Nguyen, allmählich die Kontrolle über Teile des Landes und missionierten recht erfolgreich.
Auf Kaiser Gia Long folgte 1820 sein jüngerer Sohn Minh Mạng, der bis 1841 von Huế aus als Kaiser regierte und dort am Rande der Stadt in einem Landschaftspark ein außerordentlich beachtenswertes Grabmal hinterlassen hat. Er folgte streng den Lehren des chinesischen Konfuzianismus, wehrte sich erfolglos gegen die Zunahme des westlichen Einflusses, auch und besonders des von französischen Missionaren verbreiteten Katholizismus und er versuchte, den vor allem in Tongking weit verbreiteten Volksaufständen durch eine Stärkung des Militärs zu begegnen. Minh Mang setzte – relativ schlecht informiert über das Ausland und die damals moderne westliche Waffentechnik – insbesondere auf den Einsatz von Elefanten, die in Laos und Kambodscha beschafft wurden. Den Abschluss von Handels- und sonstigen Verträgen mit den stärker werdenden Franzosen lehnte er ab.
Sein Sohn und Nachfolger Thiệu Trị (1841–1847) folgte den konfuzianischen Mustern von Minh Mang. Er versuchte sich gegen den Westen abzuschotten und sah sich einer steigenden Zahl von Aufständen, reger Missionstätigkeit und einer zunehmenden Aggression von französischer Seite gegenüber, die den strategisch wichtigen Hafen von Da Nang, damals Tourane, nur 100 Kilometer entfernt von der Kaiserstadt Huế im Norden, unter ihre Kontrolle brachte. Schließlich wurde einer seiner Söhne, Tu Duc (1848–1883), zum letzten Kaiser eines unabhängigen Vietnam. In dessen Regierungszeit nahmen die Probleme an Schärfe nur weiter zu, ohne dass er jemals eine Lösung für die inneren Widerstände, die selbst in Huế aufflammenden Volksaufstände, noch die Aggressionen von französischer Seite, die ab 1859 den Süden Vietnams mitsamt dem angrenzenden Laos und Kambodscha okkupierten, hätte finden können.
Frankreich kontrollierte ab 1874 – bis zur vernichtenden militärischen Niederlage in Dien Bien Phu, einer Stadt im äußersten Nordwesten Vietnams, im Jahr 1954 – mit der Unterbrechung des kurzen japanischen Intermezzos im Zweiten Weltkrieg und eines Versuches von China im Jahr 1883, die Kontrolle über Vietnam zu übernehmen – Vietnam und, unter dem Namen Indochina, zusätzlich Laos und Kambodscha.
In einer langen, fast dreißig Jahre währenden Phase der sogenannten „Pazifizierung“ mit militärischen Einsätzen besonders in Tonking und Annam wurden um die Wende zum 20. Jahrhundert unter anderem vom französischen Generalgouverneur Paul Doumer Anstrengungen unternommen, Vietnam durch ein Netzwerk von infrastrukturellen und administrativen Maßnahmen zu modernisieren. Es wurden Dämme, Brücken, Eisenbahnlinien und Straßen gebaut sowie Steuern erhoben. Hauptstadt wurde Hanoi, wo um die Jahrhundertwende Brücken, ein Opernhaus und ein modernes Verwaltungszentrum errichtet wurden, alles Maßnahmen, die auch geeignet waren, den wirtschaftlichen Nutzen, der aus der Kolonie Indochina zu ziehen war, zu erhöhen. Mit Ausnahme einer kurzen Blüte um 1908 war das geistige Leben in Vietnam dominiert von den Interessen der Kolonialmacht, die wenig dazu beitrug, die Volksbildung und akademische Bildung in Vietnam zu fördern.
Kommunistischer Kampf
Nach dreißig Jahren Exil und Reisen, die ihn um die ganze Welt geführt hatten, kehrte 1941 Ho Chi Minh nach Vietnam zurück, der als Führer der kommunistischen Partei Viet Minh erfolgreich die Kolonialmacht Frankreich bekämpfte. Er arrangierte sich 1945 mit den aus Vietnam abziehenden Japanern, die ihm ihre Waffen übergaben. Im August 1945 initiierte die Viet Minh eine siegreiche Revolution, die den von Frankreichs Gnaden formal weiter amtierenden letzten Nguyen-Kaiser Bảo Đại am 25. August 1945 abdanken ließ.
Am 2. September 1945 wurde von Ho Chi Minh die Unabhängigkeit Vietnams erklärt und die Demokratische Republik Vietnam ausgerufen. Die mit Hilfe britischer und US-amerikanischer Unterstützung – zum Teil auch gestützt auf Chiang Kai Shek und seine aus Yünnan nach Vietnam gewechselten nationalchinesischen Truppenverbände – zurück an die Macht kehrenden Franzosen erkannten die Republik jedoch nicht an. Es entbrannten schwere militärische Kämpfe, die 1954 – materiell unterstützt von der Sowjetunion und China – zum Sieg der Viet Minh unter Ho Chi Minh und General Vo Nguyen Giap führten.
In den sich anschließenden Friedensverhandlungen in Genf wurde Vietnam am 17. Breitengrad entlang einer sogenannten Entmilitarisierten Zone getrennt, der Süden und der Norden Vietnams wurden in zwei voneinander unabhängige Staaten aufgeteilt. In schwersten militärischen Auseinandersetzungen zwischen den beiden Staaten, in die auch Kambodscha und Laos verwickelt wurden und bei denen sich die Vereinigten Staaten mit ihrer gewaltigen Militärmacht auf die Seite Südvietnams schlugen, gelang es Ho Chi Minh und Vo Nguyen Giap schließlich mit weltweiter ideeller Unterstützung, am 30. April 1975 beide Staaten als Sozialistische Republik Vietnam zu vereinigen.
Die Kriegswirtschaft mit all ihren Verwerfungen und Besonderheiten wurde ab Mitte der achtziger Jahre als Doi-Moi-„Erneuerung“ beendet, und seit Mitte der neunziger Jahre befindet sich Vietnam im Rahmen der ASEAN-Staatengemeinschaft auf einem erfolgreichen Weg der selbständigen wirtschaftlichen und kulturellen Entwicklung.

### Rolle als Hauptstadt
Unter der Nguyễn-Dynastie von 1802 bis 1945 war Huế Hauptstadt bzw. Regierungssitz von Vietnam. Die Grenze zwischen dem 1954 neu geschaffenen Nord- und Südvietnam verlief nördlich der Stadt. Diese sogenannte Entmilitarisierte Zone (englisch demilitarized zone, DMZ) erlebte während des Vietnamkrieges schwere Kämpfe.

#### Kulturkampf während des Südvietnamesischen Status
Huế war eines der Zentren buddhistischen Mönchtums im vom Buddhismus geprägten Südvietnam und Sitz eines katholischen Erzbistums. Als Südvietnams katholischer Diktator Ngô Đình Diệm das Hissen der bunten buddhistischen Fahnen bei den traditionellen Umzügen am 8. Mai 1963 zu Buddhas Geburtstag – vergleichbar mit den katholischen Fronleichnamsprozessionen – auf die rot-gelb gestreifte Nationalflagge begrenzen wollte, kam es in Huế zu Protesten, die mit Todesfällen endeten. Die Proteste des nächsten Tages, die mit Tränengas von der Polizei bekämpft wurden, endeten ebenfalls katastrophal, weil sich die Tränengaspatronen aus ehemals französischen Kolonialbeständen inzwischen zu Säure umgewandelt hatten und die Protestierenden verätzten. Provozierende Äußerungen von Ngô, seinem als Berater fungierenden Bruder Ngô Đình Nhu und dessen Ehefrau sowie die systematische religiöse Diskriminierung, die mit dem Verbot von Scheidung, Empfängnisverhütung, Tanzen, Schönheitskonkurrenzen, Glücksspiel, Wahrsagen, Hahnenkämpfen und Prostitution einhergingen, luden die Situation schon länger auf.
Am 10. Juni 1963 verbrannte sich der buddhistische Mönch Thích Quảng Đức auf einem Platz im Zentrum von Saigon aus Protest vor laufenden Kameras. Madame Ngô und ihr Ehemann gaben dazu zynische Kommentare vor der Weltpresse ab, die die Proteste weiter anheizten. Innerhalb einer Woche kam es an verschiedenen Orten, auch in Huế, zu drei weiteren Selbstverbrennungen. In Huế kam es zu schweren Zusammenstößen, als schwer bewaffnetes Militär mit aufgepflanztem Bajonett die verkohlte Leiche des fünften Mönchs, der sich selbst verbrannt hatte, sicherstellen wollte. Als Ngô Đình Nhu nun einen „Gegenschlag“ gegen die Buddhisten führte, wurden am 20. August schwer bewaffnete Verbände seiner Privatmiliz, seines Geheimdienstes und andere Bewaffnete in Saigon und Huế zur Pagode entsandt, mit dem Ziel, möglichst viele Buddhisten gefangen zu nehmen und die Pagode zu schließen. Unter den Augen des amerikanischen Konsuls wurden dreißig buddhistische Mönche ermordet und die in ganz Asien bekannte Riesenstatue Buddhas zerstört. Buddhisten flohen in die Residenz des amerikanischen Konsuls und die US-Agentur für internationale Entwicklung, die sich im selben Viertel wie die Pagode befand.
Am 2. September 1963 gab US-Präsident John F. Kennedy ein Interview, in dem er Änderungen in der Politik und „im personellen Bereich“ forderte, womit er Präsident Ngô de facto den Rücktritt nahelegte.

#### Nordvietnamesische Tet-Offensive 1968
Vom 3. Januar bis zum 3. März 1968 war Huế während der Tet-Offensive Schauplatz erbitterter Häuser- und Straßenkämpfe zwischen nordvietnamesischen Verbänden auf der einen und südvietnamesischen Truppen und US-amerikanischen Militäreinheiten auf der anderen Seite (Schlacht um Huế). Im Zuge der Kämpfe wurden die Stadt, Brücken und wertvolle Kulturgüter – darunter auch die meisten Gebäude des Kaiserpalastes bzw. der sogenannten Verbotenen Stadt – zerstört. Zehntausende Zivilisten wurden obdachlos, ca. 5.000 nordvietnamesische, 452 südvietnamesische sowie 216 amerikanische Soldaten kamen bei den Kämpfen ums Leben.

#### Massaker von Huế
Nach dem Abzug der nordvietnamesischen Truppen wurden die Leichen von ca. 2.800 Zivilisten gefunden. Die Hintergründe für die Exekutionen sind weiter ungeklärt. Unter ihnen, aber in einem separaten Grab, wurden auch die Leichen von vier Deutschen gefunden, die unter der Leitung von Horst-Günther Krainick als Teilnehmer eines Bildungshilfeprogramms der deutschen Bundesregierung seit 1961 in Hué die Medizinische Fakultät der Universität aufbauten. Die Ärzte und Hochschullehrer waren Anfang Februar entführt worden.

## Bedeutende Persönlichkeiten
- Hồ Chí Minh (1890–1969), Revolutionär, Politiker, Premierminister (1945–1955) und Präsident (1945–1969) der Demokratischen Republik Vietnam, lebte um 1906 als Heranwachsender einige Jahre in Huế
- Võ Nguyên Giáp (1911–2013), Stratege, Guerillakämpfer, militärischer Oberbefehlshaber Nordvietnams, besuchte ab 1926 in Huế das Lyzeum
- Thích Quảng Đức (1897–1963), erster buddhistischer Mönch, der sich aus Protest gegen die Unterdrückung des Buddhismus durch Präsident Diem in Saigon selbst verbrannte
- Pierre Martin Ngô Đình Thục (1897–1984), erster – später exkommunizierter – Erzbischof von Huế, älterer Bruder des hier folgenden
- Ngô Đình Diệm (1901–1963), erster – später ermordeter – Präsident von Südvietnam
- Bảo Đại (1913–1997), letzter – in Frankreich verstorbener – Kaiser aus der Nguyen-Dynastie, die von 1803 bis August 1945 in Nord- und Südvietnam regierte, ab Mitte des 19. Jahrhunderts aber zunehmend von der Kolonialmacht instrumentalisiert wurde („Marionetten-Regime“)
- Thích Nhất Hạnh (1926–2022), Mönch und Zen-Meister, Gelehrter und Poet. Mit seinem unermüdlichen Engagement für Menschenrechte und Frieden war er neben dem Dalai Lama der bekannteste und verehrteste Buddhist des frühen einundzwanzigsten Jahrhunderts.
- Phạm Lực (* 1943) ist ein bedeutender zeitgenössischer Maler Vietnams.

## Städtepartnerschaften
- Blois Frankreich, seit 2007
- Honolulu (Hawaii), Vereinigte Staaten
- New Haven (Connecticut), Vereinigte Staaten

## Galerie

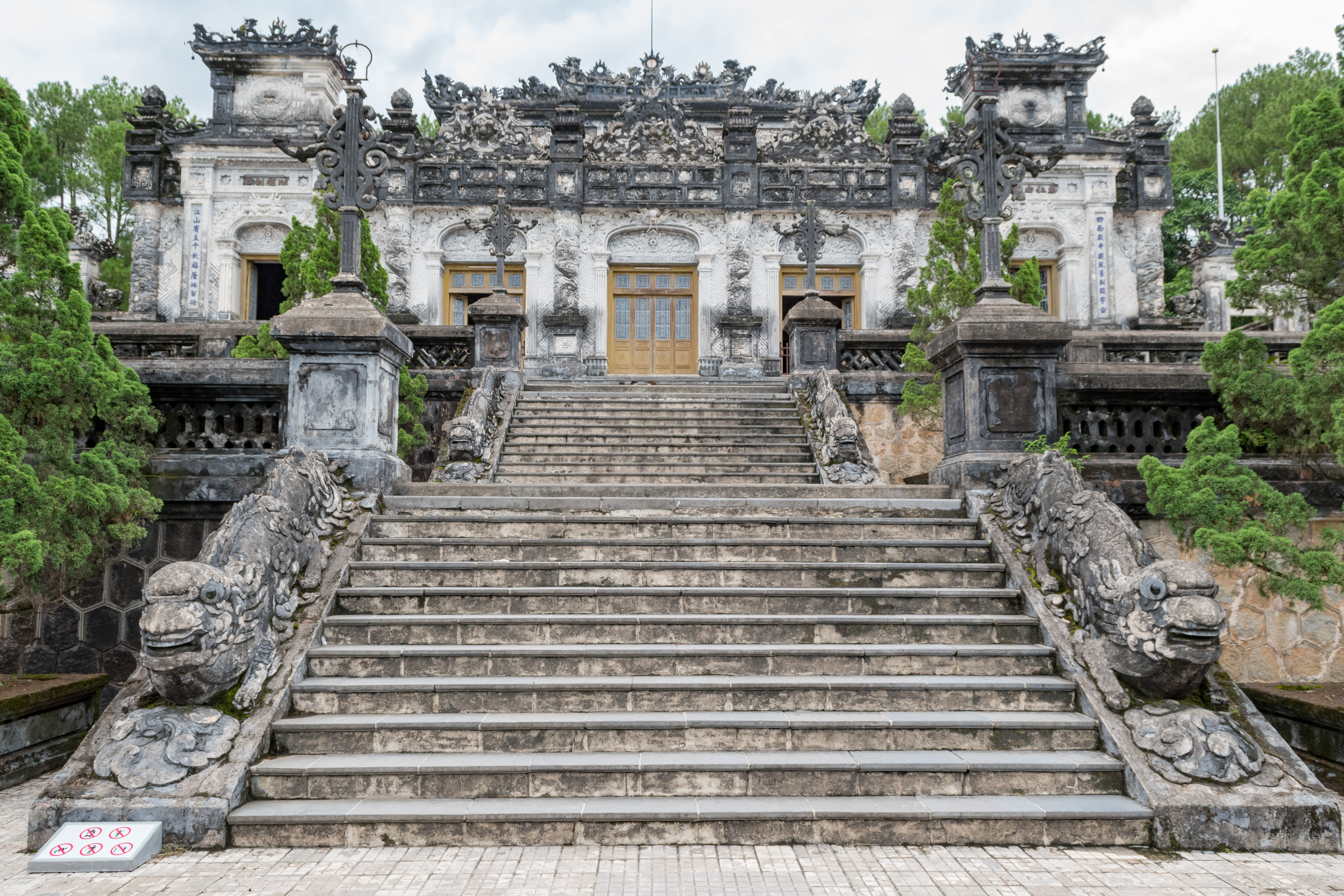
Mausoleum von Kaiser Khải Định
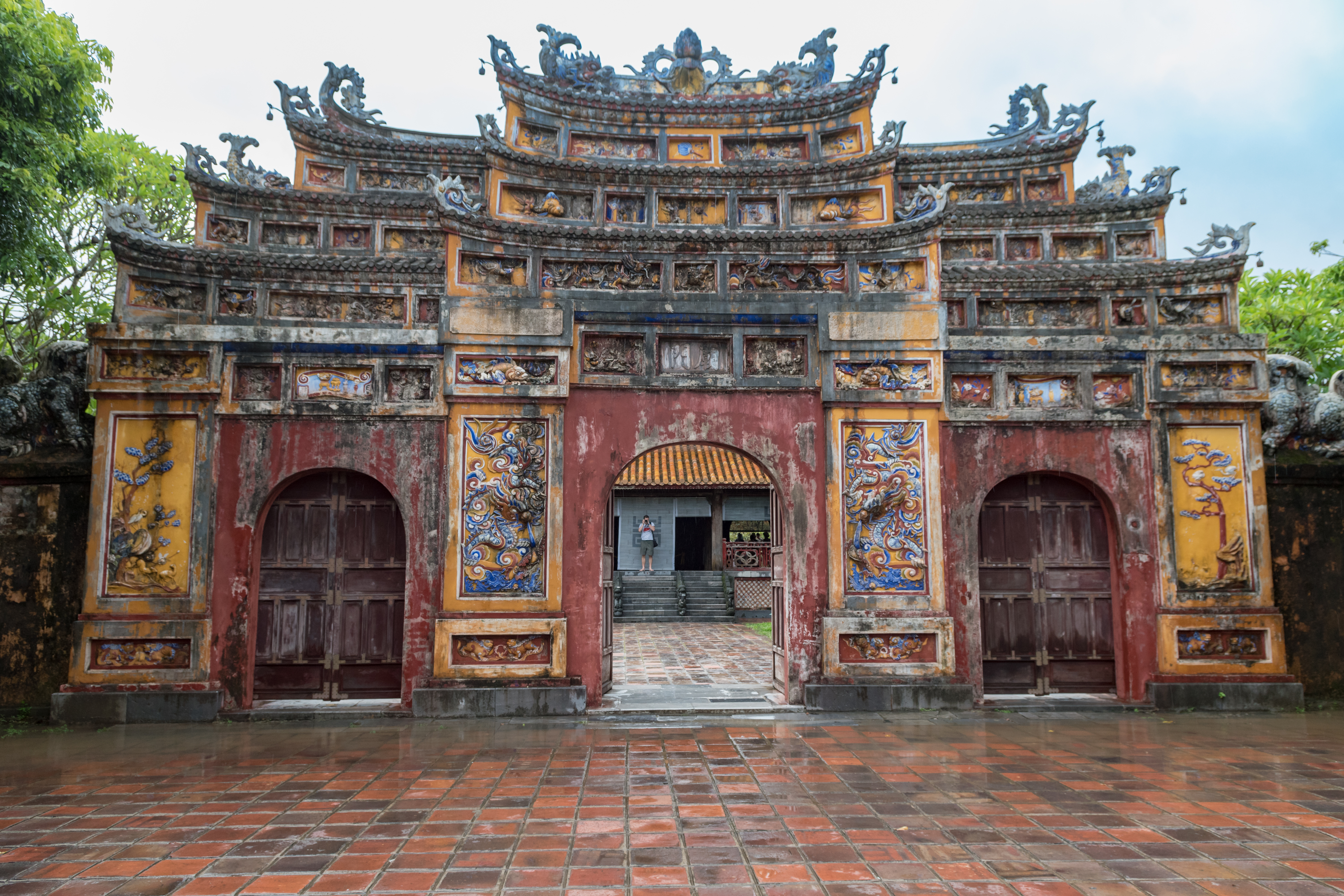
Kaiserstadt Huế
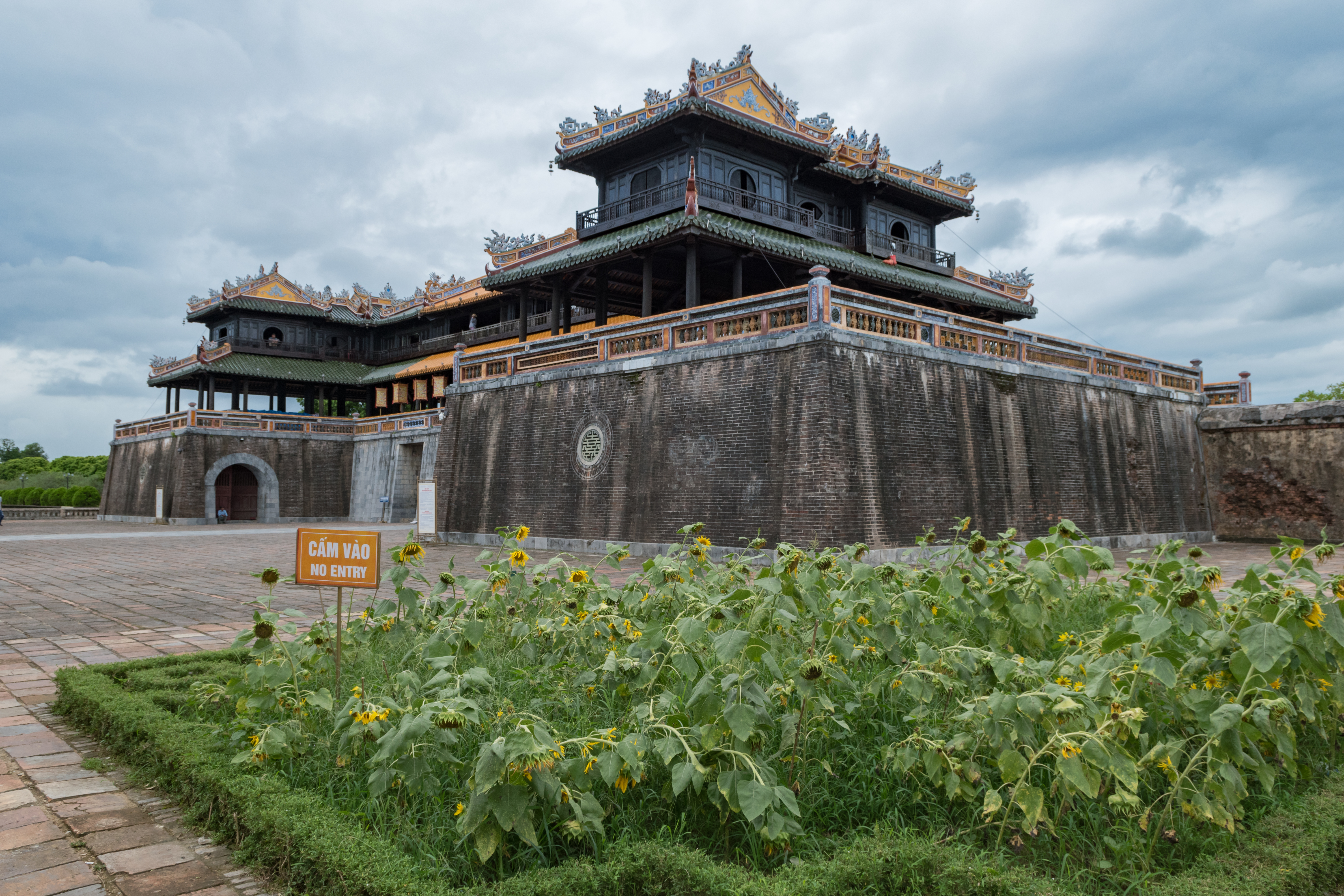
In der Zitadelle von Huế
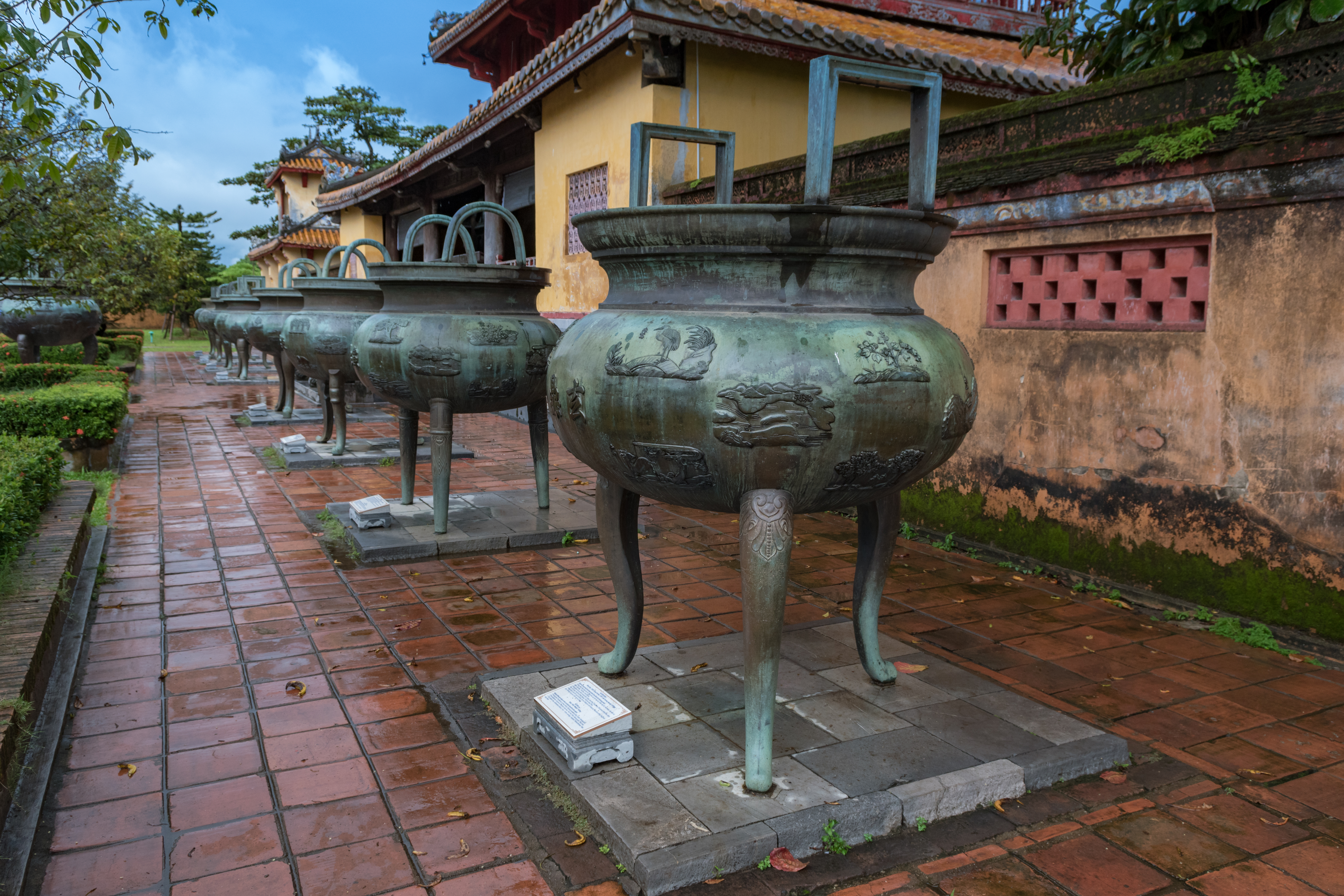
Neun dynastische Urnen von Huế
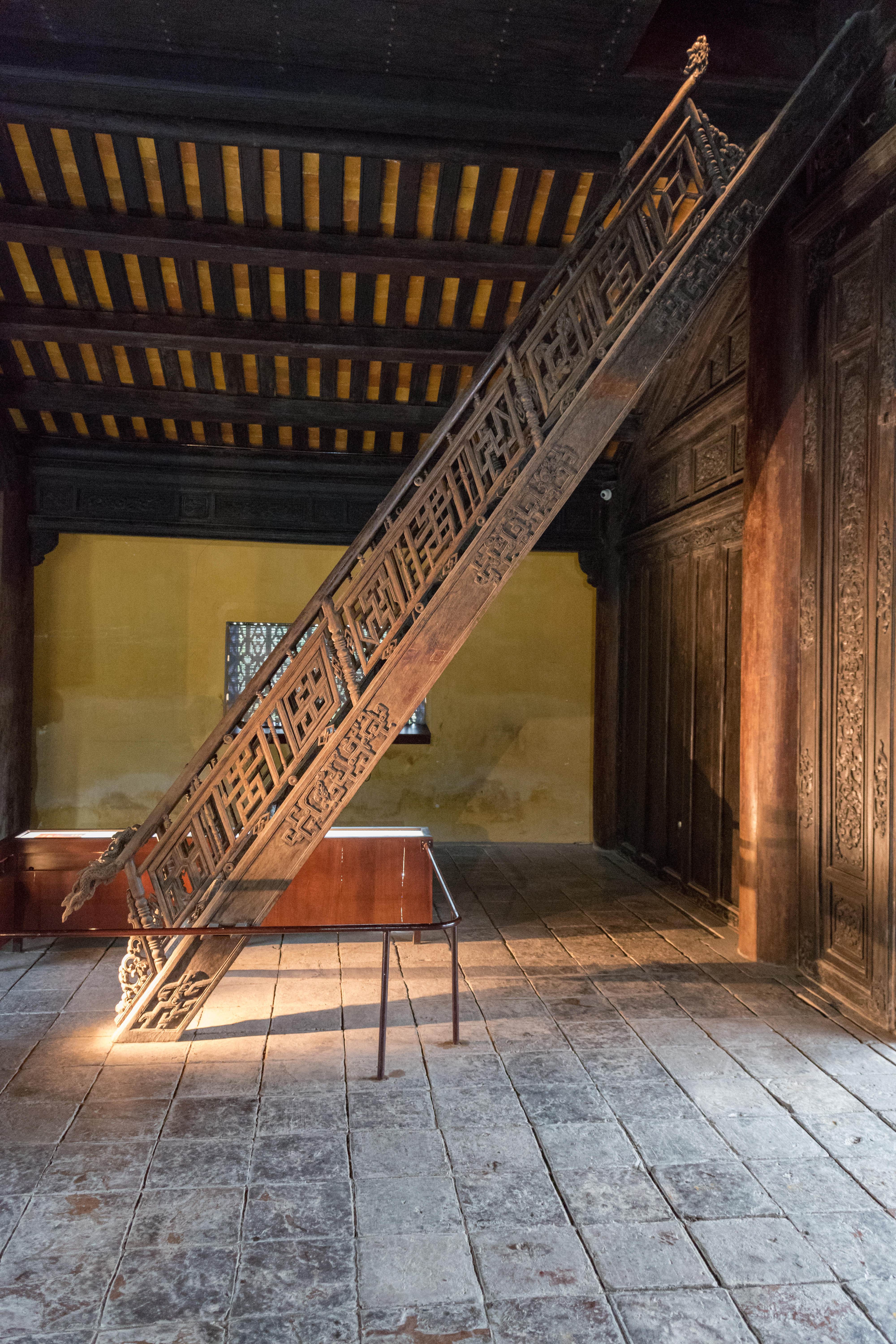
Holztreppe im Hiem Lam Cac, Huế
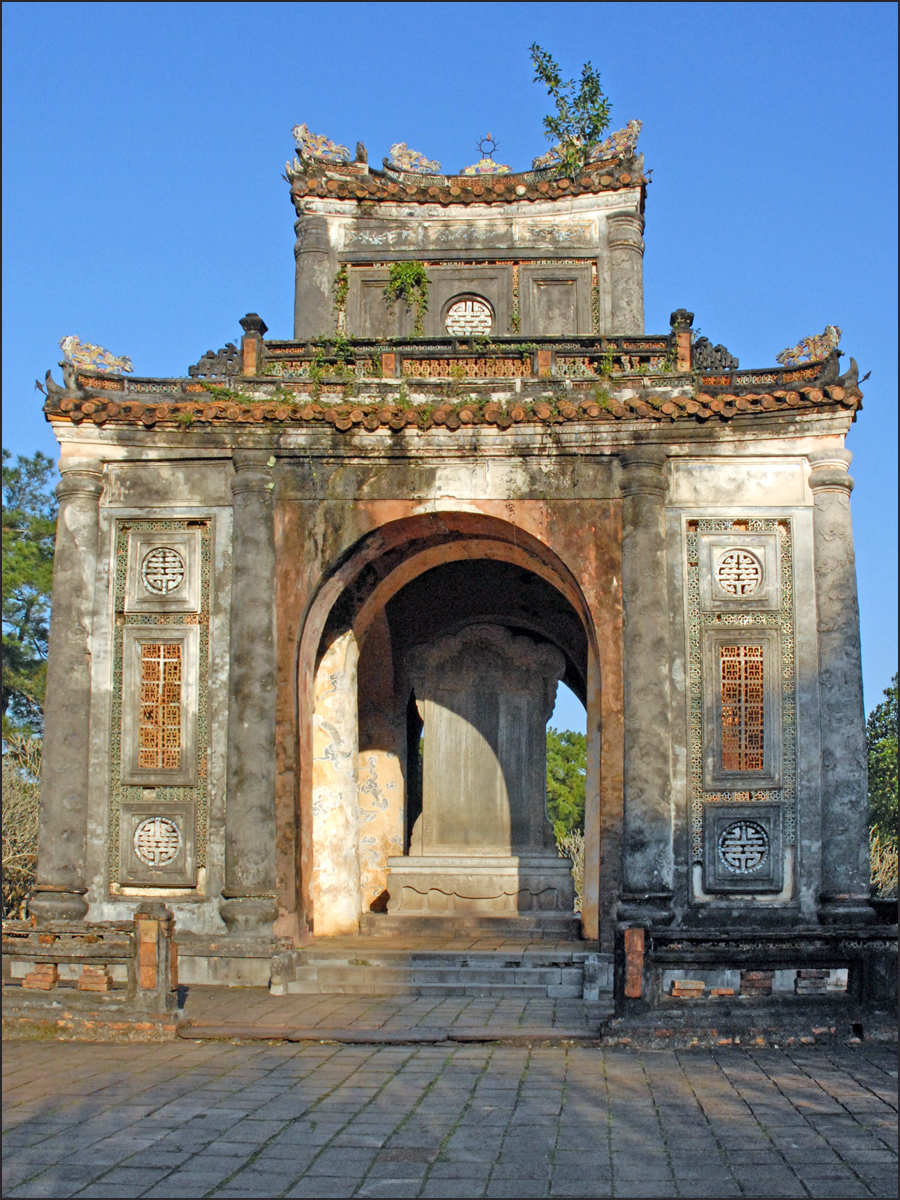
Gebäude im Mausoleum von Kaiser Lăng Tự Đức
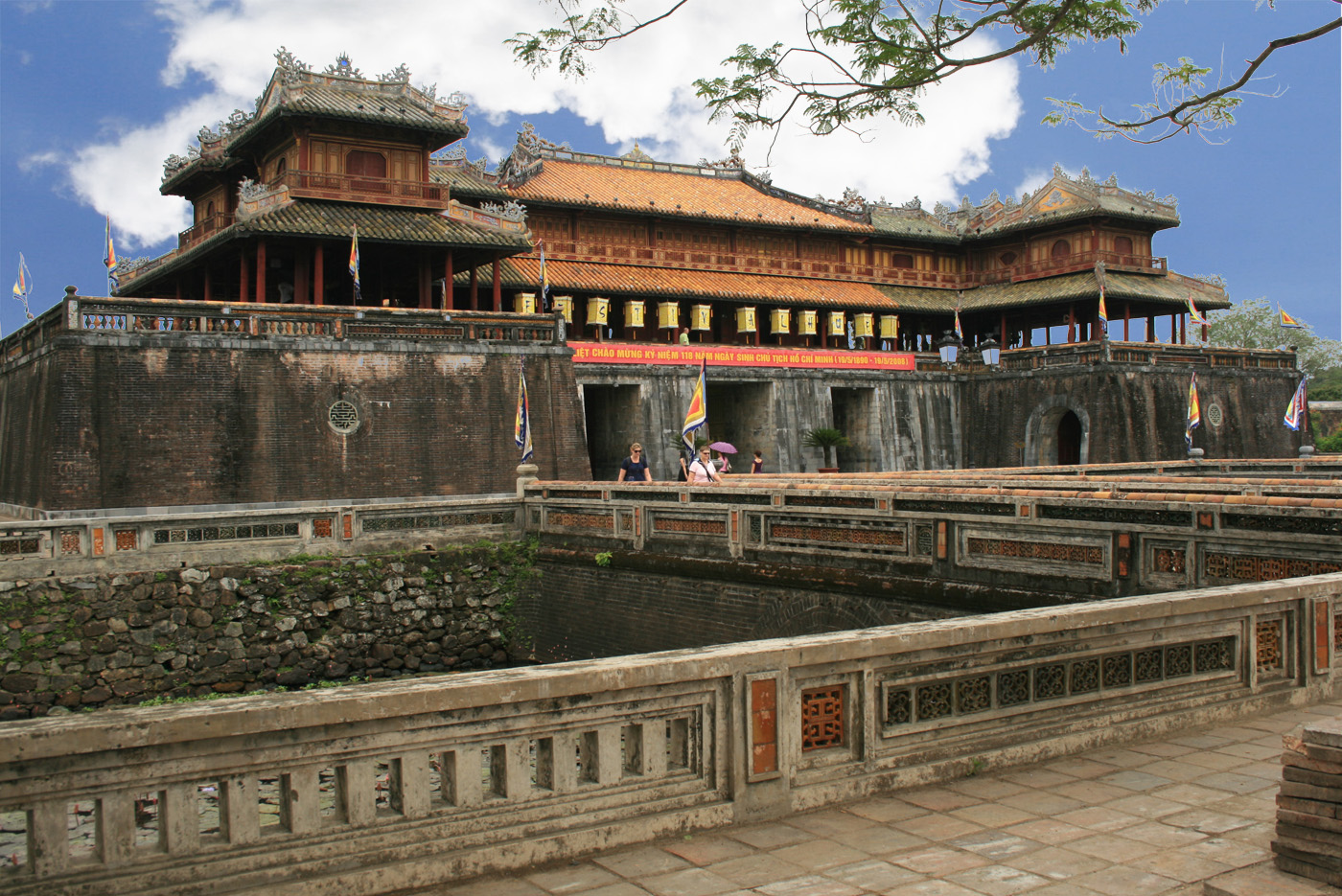
Ngọ Môn, das in den Königspalast der Zitadelle führende Mittagstor
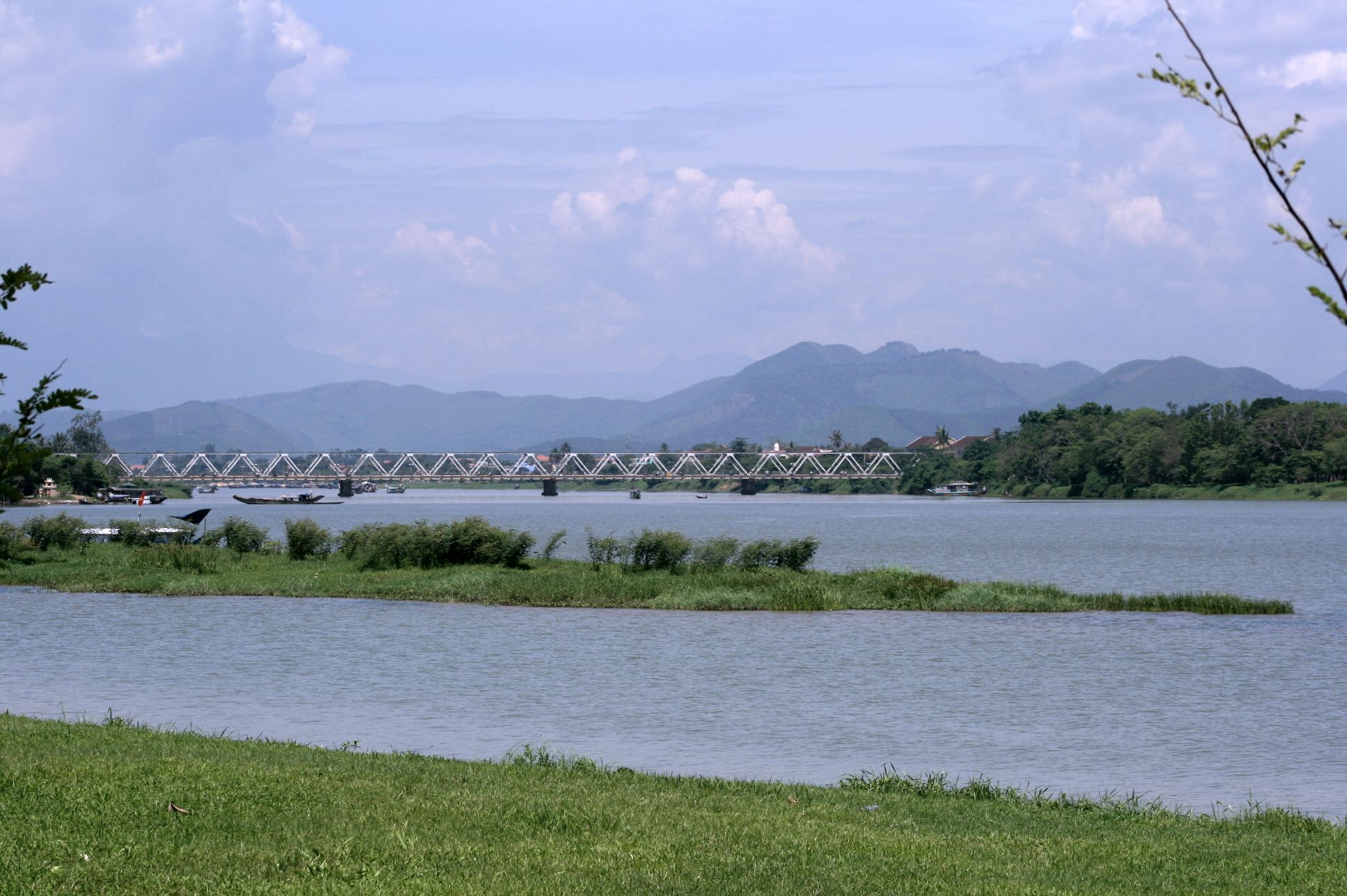
Sông Hương (Parfüm-Fluss)
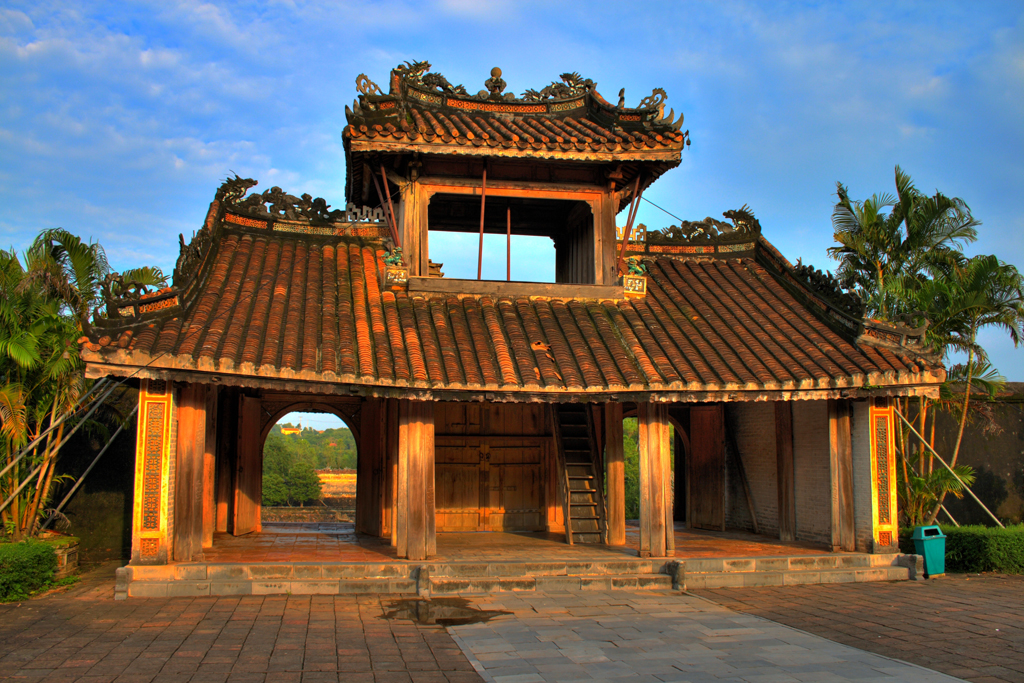
Gebäude in der Grabanlage von Kaiser Lăng Tự Đức
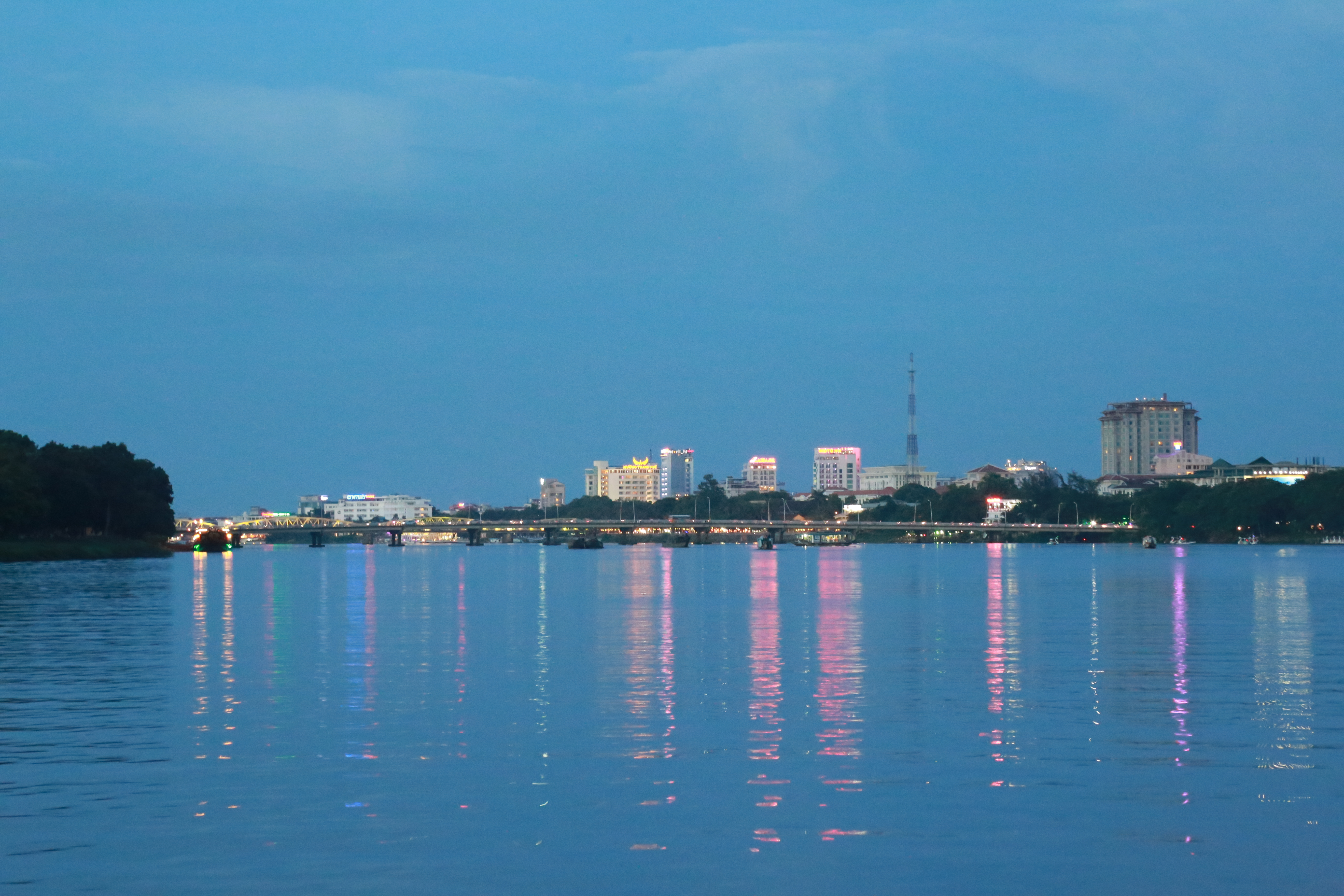
Nördliches Flussufer von Huế